# Maman se marie !
Maman se marie ! (A Very Merry Daughter of the Bride) est un téléfilm de Noël canadien réalisé par Leslie Hope et diffusé aux États-Unis le 20 décembre 2008 sur Lifetime.

## Fiche technique
- Réalisation : Leslie Hope
- Scénario : Scott Eastlick et Leslie Hope
- Durée : 89 minutes
- Pays :  Canada

## Distribution
- Joanna García : Roxanne[2]
- Helen Shaver : Rose[2]
- Kenneth Welsh : Jack[2]
- Lucas Bryant : Dylan
- Chantal Perron : Tish
- Luke Perry : Charlie[2]
- Lorette Clow : Liz Sandor
- James D. Hopkin : Martin Sandor
- Myrna Vallance : Angry Bride
- Heather Robertson : Becky
- Jason Priestley : William
- Larry Austin : Ministre
- Emily Talia : Pregnant Bride
- Christy Greene : Jessica / Cute Short Bride